# 滕卡·斯特凡诺维奇
滕卡·斯特凡诺维奇（1797年—1865年9月2日）是塞尔维亚政治家、外交官。

## 生平
1797年，滕卡·斯特凡诺维奇出生在奥斯曼帝国下米拉诺瓦茨。
滕卡·斯特凡诺维奇是一名亲奥布雷诺维奇王朝团体的领导人，反对塞尔维亚大公亚历山大·卡拉乔杰维奇。1840年，滕卡·斯特凡诺维奇和一些政府反对人士以及他的儿子一同被流放到君士坦丁堡。
1865年9月2日，滕卡·斯特凡诺维奇在塞尔维亚公国贝尔格莱德逝世。